# École royale d'arts martiaux Yama Arashi
Pour les articles homonymes, voir Yama Arashi.
Ne doit pas être confondu avec Budo Collège belge.
 (septembre 2020).
Si vous disposez d'ouvrages ou d'articles de référence ou si vous connaissez des sites web de qualité traitant du thème abordé ici, merci de compléter l'article en donnant les références utiles à sa vérifiabilité et en les liant à la section « Notes et références ».

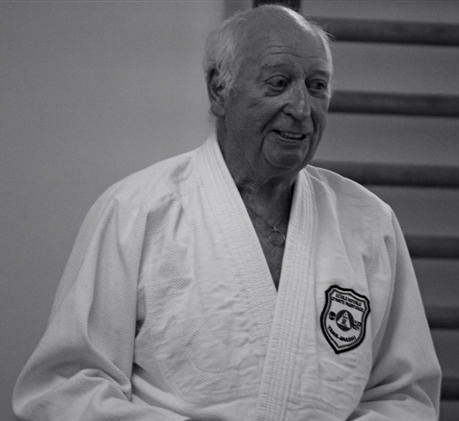
Sensei Tony Thielemans, 6e dan d’aïkido (合気道) et 4e dan de judo (柔道), président-fondateur de l'école.

L'école royale d'arts martiaux Yama Arashi est une école belge d'arts martiaux à Bruxelles. Fondée en 1959, c'est une des plus anciennes écoles d'arts martiaux de Belgique et d'Europe.

## Historique
Elle fut fondée le 4 janvier 1959 par maître Tony Thielemans, 6e dan d’aïkido (合気道) et 4e dan de judo (柔道). Parti d'un petit dojo, rue de Ribaucourt, 179 à Bruxelles, avec un tatami de 35 m2 pour aboutir, en passant par le dojo du Grand Sablon, dans la salle du Palais du Midi avec ses quatre tatamis de 100 m2, représente une saga de plus de 50 ans. Le 4 janvier 2009, après ses 50 années d’existence, le Yama-Arashi (山嵐) obtient du Palais la reconnaissance au titre de « Royal ». L'école est agréée et subsidiée par la commission communautaire française et par la ville de Bruxelles. Elle est affiliée à l'association belge d'arts martiaux japonais francophone, à la fédération bruxelloise des arts martiaux et à diverses autres organisations agréées par le ministère de l'éducation nationale et de la culture ainsi que par le comité olympique belge.

## Galerie

Yama-Arashi Budokan et Yama-Arashi Brussels
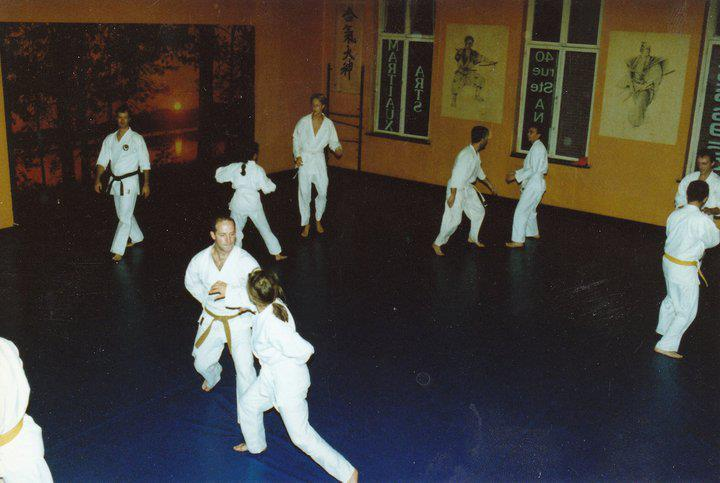
Cours de karaté (空手道) wadō-ryū (和道流) au dojo (道場) du Yama-Arashi (山嵐), anciennement installé 40, rue Sainte-Anne, au Grand Sablon à Bruxelles[1].
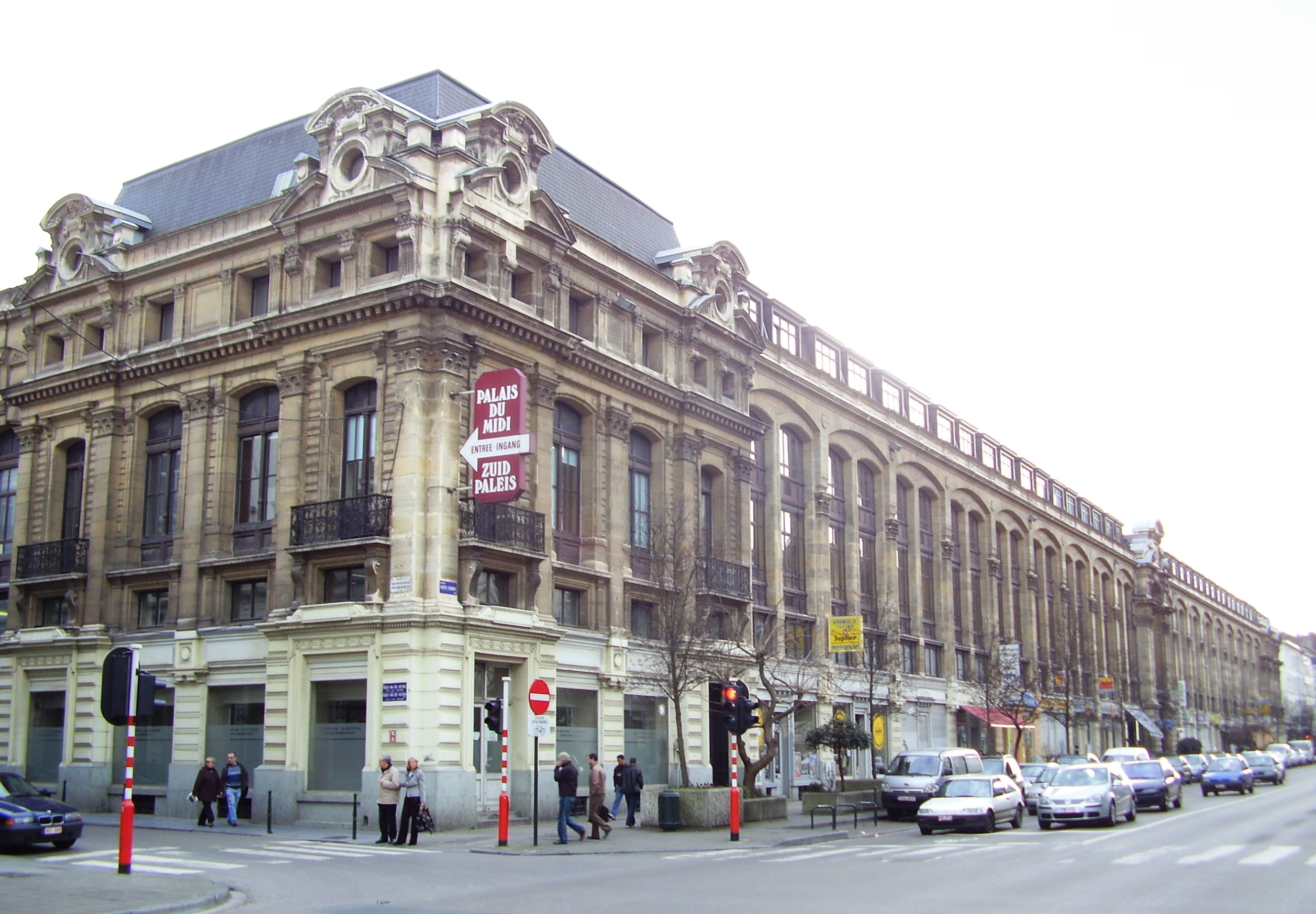
Le Palais du Midi, qui héberge aujourd'hui plusieurs salles de sport, est aussi le siège actuel de l'école Yama Arashi, situé rue Rogier van der Weyden, 3/1, à Bruxelles.

## Composition du Cercle
Le Cercle Royal Yama-Arashi se compose actuellement comme suit :
- le Yama-Arashi Brussels (ex Yama-Arashi Budokan), dirigé par monsieur Jean Jeurissen, 6e dan de judo;
- le Yama-Arashi Yvoir, dirigé par monsieur Franz Dethy, 4e dan d’aïkido;
- le Yama-Arashi Antwerpen dirigé par monsieur Jan Vleugels, 4e dan d’aïkido;
- le Yama Arashi Ternat dirigé par monsieur Jean Trembloy, 6e dan d’aïkido;
- le Yama Arashi Manage dirigé par monsieur Christian Leroy, 4e dan d’aïkido;
- le Yama-Arashi UK[2] à Coventry dirigé par madame Barbara Moss, 5e dan[3] d’aïkido.

## Professeurs et ceintures noires
« Plus de 15 000 élèves et de 150 ceintures noires ont été formés dans cette école. »
Liste non exhaustive extraite de Trait d'union, le bulletin d'informations bimestriel de l'école :
René Ghislain, Philippe de Mal, Julien Peetermans, Gil Gräffe, Willy Warens, Jean-Marc Snoeck, Philippe Tinant, Mustapha El Mezaz, Arno Wielant, Jacqueline Coja, Ilona Strachinaru, René Liegois, Marc Devillez, Louis Duguay, Philippe Kennes, Franz Dethy, Luc De Smedt, Nicolas Coppens, Ushin Muhadri, Daniel Mukalenge, François Speliers, Jean Faure, Gérard Baeveghems, Marie-Jeanne et Willy Roesems, Albert Jacobs, André Pallant, Georges De Greef, Josée Herman, Charles Van Deuren, Paul Vandenbosch, Marc Vanhaecke, Philippe Leboeuf, Jean-Paul Hebette, Guy Gilis, André Flon, Alain Leroy, Maria Everaert, Salomon Engels, Michel Dury, Egidio di Egidio, Albert Deyck, Bernard Delbauve, Henri Behr, Auguste Legrève, Pierre Debaeremaecker, Robert Cumps, Jean-Paul Coja, Gustave Bultynck, Henri Bregy, Marie-José Servaye, Claudine Minet, Georgette Bautier, Martial Couck, Resier, Jacques Dupont, Guy Reumont, Pierre Van Dosselaere, Raymond Lielens, Paul Sonnemans, Chantal Deverver, Jeanine et Raymond Vandersmissen, Christian Colin, Jacques Gerbaud, André Toussaint, Alain, Henri et Laurent Plichart, Egide Wagener, Rose-Aimée Dudique, Florent Corne, Roger Hoedenaeken, Gilberte Harmegnies, René Bonfond, Pierre Delobel, Jacques Vervecken, Yvan Dhondt, Marcel Dieu, Willy Nootens, Jean Baeten, Yves Capaert, André Quataert, Jean Giraldo, Adolphe De Visscher, Luc Martiny, Roland Quenon, Claudine Van Lembergen, François Coppens, Marcel Désiront, François Meert, Roger Meert, Tom Moss, Chris Rouse, Jan Vleugels, Jean-Pierre Cuypers, Marc Druet, Julien Benoit, Georges Cheyns, Alain van Leckwijck, Gilles de Muyser, Philippe Vrebos, Julemont, Anne-Marie Thiroux, Valeria Selleri, Vinciane Leleux, Joëlle Manuzzi...

## Disciplines enseignées
- Aïkido (合気道)
- Judo (柔道)
- Karatedo (和道流空手道)
- Jujutsu (柔術)
- Kendo (剣道)
- Jōdō (杖道)
- Self-défense
- Tai chi chuan

### Belgium Wado-Kai
- Tatsuo Suzuki (1928-2011), 8e dan[4] de karaté, Hanshi, chef instructeur
- Naoki Ishikawa (1942-2008), 8e dan de karaté, conseiller technique[5]